# 蒂恩法拉
蒂恩法拉（法語：Tienfala），是馬里的城鎮，位於該國西部，由庫利科羅區的庫利科羅省負責管轄，面積450平方公里，海拔高度296米，2009年人口6,969，人口密度每平方公里15.49人。